# Ямайский тоди
Ямайский тоди (лат. Todus todus) — вид птиц семейства тодиевых. Обладает ярко-зелёным оперением в верхней части и желтовато-зелёным — в нижней. Как и все тоди, ямайский вид обладает ярко-красным горловым пятном, однако розовые боковые перья почти отсутствуют. Птица является эндемиком острова Ямайка, питается насекомыми и их личинками, иногда небольшими плодами. Яйца откладывает в норах, которые роют оба партнёра.

## Описание
Ямайский тоди имеет ярко-зелёное оперение в верхней части, с более светлым зелёным по сторонам головы; небольшие серо-голубые кроющие уха, белые щёки. Кончики перьев красного горлового пятна окрашены в серебристо-белый. Грудь по сторонам желтовато-зелёная, брюхо — зеленовато-жёлтое, подхвостье — жёлтое. Бока слегка розовые. Край крыла желтовато-белый. Половой диморфизм выражен очень слабо, самки отличаются менее заметными серо-голубыми кроющими уха. Молодые особи имеют более короткий клюв и менее яркую верхнюю часть, более серую грудку и менее заметное серое или розовое горловое пятно. У них также отсутствуют серо-голубые и жёлтые участки. Радужка глаза ямайского тоди может быть как тёмно-коричневая, так и белая, и не позволяет определить пол птицы. Верхняя часть клюва чёрная, нижняя — красная. Верхняя часть клюва имеет зазубрины для разламывания твёрдых насекомых, что является характерной особенностью всех тоди. Как и другие ракшеобразные, обладает частично срощенными передними пальцами, которые они используют для копания нор.
Общая длина ямайского тоди составляет 9—10,8 см, масса — 5,5—7,2 г у самцов и 6,4—6,5 г у самок. Американский орнитолог Роберт Риджуэй в бюллетене Смитсоновского института 1914 года приводит следующие характеристики: общая длина — 93—107 мм, длина крыла — 44,5—48,5 мм, длина хвоста — 32,5—36,5 мм, длина клюва — 16,5—20 мм, плюсна — 13—14,5 мм, длина среднего пальца — 8—9 мм.
Ямайский тоди является единственным представителем семейства, линька которого специально изучалась. Линька начинается вскорости после сезона размножения. После смены первичных перьев в начале августа, следует смена вторичных и рулевых перьев в начале сентября, а полностью процесс заканчивается в конце октября. Первичные маховые перья меняются по направлению от внутренних перьев к краю крыла, при этом два-три пера могут расти одновременно. Вторичные перья начинают линять после того, как полностью вырастает пятое перо, линька идёт в стороны от четвёртого и пятого перьев. Хвостовые перья начинают линять в стороны от центра после выпадения первого и восьмого вторичных перьев. Линька хвостовых перьев проходит очень быстро и они вырастают на полную длину вместе с оставшимися перьями крыла. Остальные перья меняются в то же время, но на два месяца медленнее маховых и рулевых перьев.
Ямайский тоди является самым тихим представителем семейства и не издаёт позывок за пределами сезона размножения. Во время сезона размножения для обозначения территории ямайский тоди использует короткий «бип» («beep») и быстрый горловой «фрррап» («frrrup»), а для обозначения опасности — громкий свист «чип» («cheep»). Как и все тоди, данный вид издаёт характерный звук крыльями. Ранее считалось, что этот звук связан с небольшой ослабленностью перьев птицы, однако при тщательном изучении оказалось, что эти перья не обладают изменённой жёсткостью или шириной. Довольно громкий звук вместе с тем трудно поддаётся записи и сильно зависит от погодных условий: в солнечные дни он слышен сильнее, чем в пасмурные или дождливые.

## Питание
В основном питается насекомыми и их личинками, может принимать в пищу небольшие плоды. Для охоты в основном использует «underleaf-sally», типичный для представителей семейства, когда клюв и глаза направлены вверх, птицы сканируют нижнюю часть листьев и веток над головой. Предпочитает охотится в нижнем ярусе на высоте 1— 5 метров от земли. Средняя высота составляет 2,9 метров в засушливых кустарниках, 5,2 метра — во влажных лесах.

## Распространение
Данный вид является эндемиком острова Ямайка. Он широко распространён как во влажных, так и в сухих лесах, в горах и на холмах, покрытых лесами. Чаще встречается в мангровых и сухих низинных лесах. Вместе с тем, ямайский тоди избегает соснового леса. Предпочитает районы с перемежающимися лесными участками и открытыми пастбищами. Редко встречается в Блу-Маунтинс на высоте 1500 метров над уровнем моря, отсутствует на самой вершине. Сезонных миграций не зафиксировано. В горных влажных лесах плотность составляет до 6 птиц на км², в сухих известняковых лесах — 4—14 птиц, во умеренных — до 16 птиц. Некоторые исследования зафиксировали самую большую плотность на высоте 1200 над уровнем моря, но это может быть связано с качеством почвы, благоприятной для копания нор.
Размер территории пары составляет меньше 0,7 га — средней величины, зафиксированной для пуэрто-риканского тоди. Когда в связи с добычей бокситов некоторые ямайские тоди были искусственно переселены на 0,6 — 4 км, только по прошествии 20 дней 60 % птиц, преимущественно самцы, смогли вернуться на свою территорию.
Англоговорящие любители птиц на Ямайке назвали птицу «Robin Redbreast» по аналогии с зарянкой (Erithacus rubecula), также обладающей красным горловым пятном и довольно дружелюбной. Ямайский тоди может подпускать людей на расстояние 2—3 метра, а иногда и менее 50 см, залетать в дома в погоне за насекомыми и садиться на карнизы. На размер популяции данного вида негативное влияние оказывают малые мангусты (Urva auropunctata) и дети в сельских районах, которые разоряют гнёзда и поедают яйца тоди.

## Размножение
Сезон размножения ямайского тоди с декабря по июль. Птицы роют норы в вертикальном грунте, высота входного отверстия в среднем составляет 3,9 см, ширина — 3,5 см. Вход в нору обычно расположен на высоте 1,3 метра; в известняках, или местах с тонким грунтовым слоем, расположен ниже. В рытье норы участвуют оба партнёра. Ямайские тоди иногда удаляют камни из берегов, тем самым облегчая вход в гнездовые норы; порой они даже транспортируют камни небольшого размера на расстояния до 3 м. Известно о паре, которая поселилась в трещине в каменной стене. Также зафиксирован случай когда ямайские тоди использовали для гнезда деревянный цветочный горшок, при этом они прорыли нору через дыру в горшке чтобы отложить яйца.
Кладка состоит из 1—4 белых яиц, в среднем — 2,8 яйца. Размеры яйца составляют 16,1 на 13,3 мм.

## Систематика
Научное название — Todus todus; птица была впервые описана Карлом Линнеем в 1758 году под названием Alcedo todus. В систематику Линнея (1766) включён вид Todus viridis; под описание подходит любой тоди, но отсылки к ирландскому естествоиспытателю Патрику Броуну, английским натуралисту Гансу Слоану и орнитолог Джорджу Эдвардсу позволяют предположить, что речь шла именно о ямайском виде. Английский орнитолог Ричард Боудлер Шарп в 1874 году высказал предположение, что описание всего рода, данное в 1760 году французским зоологом Матюрен-Жаком Бриссоном, сделано не по ямайскому, а по ширококлювому виду. Вообще говоря, под Todus viridis разные исследователи в разное время понимали пуэрто-риканский, ямайский и доминиканский (ширококлювый) виды. Такое же название для ямайского тоди использовали Swainson (1832—1833), французский орнитолог Фредерик де Ла Френе (1847), английский натуралист Филип Генри Госсе (1847), британские зоологи Джордж Роберт Грей (1848) и Филип Латли Склейтер (1861). Ещё в 1872 году все тоди считались подвидами ямайского тоди. Название Todus todus в 1885 году использовал американский зоолог Леонард Штейнегер.
Предположительно тоди мигрировали с Кубы на Ямайку, где стали эндемиком, а потом мигрировали дальше на остров Пуэрто-Рико. На связь кубинского и ямайского видов могут указывать сине-серые перья над ухом у последнего, напоминающие сине-голубые пятна кубинского тоди, в то время как у других видов имеется лишь несколько бледно-серых перьев. Кроме того, эти два вида имеют практически равные ширину клюва и длину тела, а также схожее строение крыла. Морфологический анализ, в частности оперение, скелет и особенности вокализации, позволяют отнести ямайского тоди к одной группе с пуэрто-риканским. Розовые боковые перья у обоих видов либо отсутствуют, либо присутствуют в крайне небольшом количестве, а издаваемые позывки почти идентичны по качеству и продолжительности. Современные генетические исследования относят ямайского, пуэрто-риканского и ширококлювого тоди к одной подкладе.